# Vuurtoren Bremerhaven
De vuurtoren van Bremerhaven, ook "Simon-Loschen-Turm" of "Loschenturm" genaamd, doet dienst als bovenlicht voor de Nieuwe Haven van Bremerhaven. Het is de oudste nog in gebruik zijnde vuurtoren op het vasteland van Duitslands Noordzeekust.

## Geschiedenis
Aan de hand van plannen van Architect Simon Loschen werd de grote vuurtoren in de stijl van de baksteengotiek gebouwd tussen 1853 en 1855, aan de Noordzeezijde van de in 1852 gereedgekomen sluis naar de Nieuwe Haven. In 1865 werd hij in gebruik genomen. Naast het 39,90m hoge gebouw bevond zich het woon- en dienstgebouw van de vuurtoren- en sluiswachter. Het gebouw werd in de Tweede Wereldoorlog gedeeltelijk verwoest.
In 1951 werd het licht van de vuurtoren, dat tot die tijd met een gaslamp had gewerkt, elektrisch gemaakt en geautomatiseerd.

## Huidige functie

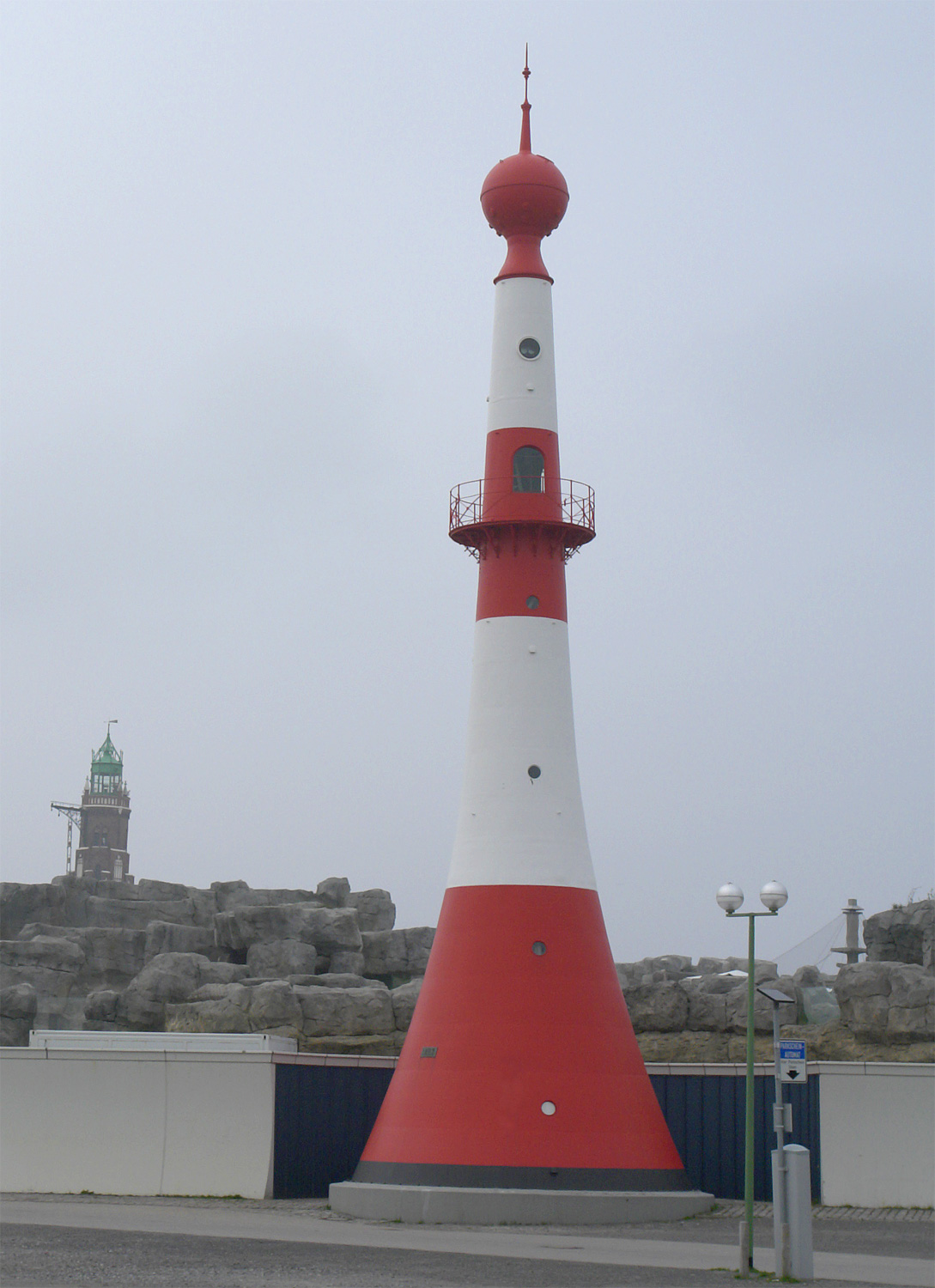
De lichtlijn van Bremerhaven met de vuurtoren op de achtergrond.

De in de stromingsrichting van de Wezer schijnende Lichtlijn werd in 1959 door andere lichten vervangen. De andere kant op geeft de vuurtoren nog het overgangsgebied aan tussen de Außenweser en de Unterweser. Hierbij doet de toren dienst als bovenlicht van de lichtlijn. Het bijbehorende onderlicht („Unterfeuer Bremerhaven“) staat aan de zuidkant van de sluis en wordt in de volksmond ook de Minaret genoemd. Beide lichten gaan tegelijkertijd eerst 2 seconden aan, daarna 2 seconden uit (ISO(4)).